# Мендоса, Бернардино де (генерал-капитан)
Бернарди́но де Мендо́са (исп. Bernardino de Mendoza; 1501, Гранада — 1557) — испанский аристократ и флотоводец, участник войн с Османской империей и Францией.

## Биография
Бернардино де Мендоса был третьим сыном Иньиго Лопеса де Мендоса-и-Киньонеса и его второй супруги Франсиски де Пачеко-и-Портокарреро, дочери Хуана Пачеко, 1-го маркиза де Вильена. Дом де Мендоса был знатным и влиятельным родом Испании, чьи представители занимали высшие государственные должности.
В юности Мендоса участвовал в борьбе с берберскими пиратами, в том числе и в неудачном рейде на Пеньон-де-Велес (1525), который за 5 лет до этого был захвачен пиратами. В последующие годы произошло возвышение Мендосы, в 1533 году он был назначен генералом-капитаном галер. 
В 1535 году Мендоса во время завоевания Туниса командовал 12 галерами, захваченными у турок. В результате похода Тунис был отбит христианами у Османской империи, а Мендоса был назначен губернатором крепости Ла-Гулет с гарнизоном, который составлял 1000 испанских солдат. В январе 1538 года Мендоса смог мирно усмирить бунт солдат, которые взбунтовались из-за отсутствия жалования. Мендоса пообещал солдатам жалование и отправил их на Сицилию, но жалование не было заплачено, из-за чего солдаты стали совершать на острове погромы. 
В октябре 1540 года Мендоса командовал испанскими галерами и нанёс поражение османо-пиратскому флоту в битве при Альборане, в которой он был ранен в голову. 
В 1541 году Мендоса во время экспедиции в Алжир командовал 15 галерами, но поход потерпел неудачу из-за разразившегося шторма. В последующие годы Мендоса занимался охраной государственных средств, которые доставлялись в Геную, а также организовывал доставку золота и серебра из испанских колоний в Америке. 
В 1556 году король Филипп II назначил его одним из государственных советников. В августе 1557 года сопровождал Филиппа II в военном походе, участвовал в битве при Сен-Кантене, в которой был ранен и вскоре умер от полученной раны. Его тело было перевезено в Камбре, где и было похоронено.